# Železniční trať Bánovce nad Ondavou – Veľké Kapušany
Železniční trať Bánovce nad Ondavou – Veľké Kapušany (– Užhorod) (v jízdním řádu pro cestující označená číslem 195) je jednokolejná elektrizovaná železniční trať na východním Slovensku. Trať začíná v železniční stanici Bánovce nad Ondavou, kde se odděluje od trati Michaľany – Łupków a vede jihovýchodním směrem přes město Veľké Kapušany na Ukrajinu.

## Dějiny
Přestože trať dnes tvoří jeden celek, byla postavena postupně v průběhu několika desetiletí. Starším je přeshraniční úsek z Užhorodu do Veľkých Kapušan, který vystavěla společnost Uherské severovýchodní dráhy. Otevřen byl roku 1909 a tehdy vlastně žádnou hranici nepřekonával – celý se nacházel na území Uher. Stanice Maťovce s dnešním rozsáhlým překladištěm byla taktéž dostavěna později a jedinou stanici na území nynějšího Slovenska byly Veľké Kapušany. Mezi Užhorodem a Kapušany se nacházelo několik zastávek – ve směru od východu to byly Minaj, Tarnovce, Šišlovce, Palov (Pallo) a Vajkovce, které jsou již na Slovensku. Všechny tyto zastávky ale byly postupně zrušeny (především kvůli zrušení osobní dopravy v důsledku vzniku československo-sovětské hranice po 2. světové válce, viz dále). Dnešní hranice se nachází přibližně v traťovém kilometru 12,750.
Až dodatečně byl dostavěn druhý úsek, spojující Bánovce nad Ondavou s Veľkými Kapušany – jeho vznik je výsledkem poválečné snahy nově vzniklého Československa o zkvalitnění a propojení zaostalé a roztříštěné železniční sítě, která zde zůstala po rozpadu Rakouska-Uherska. 30 kilometrů dlouhá spojnice se začala stavět v roce 1920 a o pouhý rok později již byla předána do provozu. Při její stavbě byl částečně využit materiál ze snesené druhé koleje trati do Humenného, která byla postavena během války a po jejím skončení přestala být využívána.
Po skončení druhé světové války trať přerušila vytyčená hranice mezi ČSR a Sovětským svazem. Na přeshraničním úseku byla zastavena osobní doprava a vlaky končily již v Kapušanech. Zastávky na dotčeném úseku byly zrušeny a osobní vlaky zde již nikdy znovu zavedeny nebyly (pouze některé spoje později zajížděly do stanice Maťovce).
Po únorovém převratu bylo v rámci rozvoje těžkého průmyslu v socialistickém Československu plánováno jeho rozšíření a jeden z projektů počítal i s využitím této trati. Po komplexní rekonstrukci a elektrifikaci měla sloužit k dopravě železné rudy a odlehčit tak tehdy jedinému hraničnímu přechodu se SSSR, kterým byl přechod Čop – Čierna nad Tisou. Nakonec byla tato varianta zavržena a k dopravě rudy do Východoslovenských železáren (dnešní U. S. Steel Košice) byla postavena zvláštní trať se širokým rozchodem, známá pod zkratkou ŠRT. Při její stavbě bylo částečně využito i tělesa původní trati a ve větší části vede souběžně s ní. Otevřena byla v roce 1966. V Maťovcích ale byla postavena i rozsáhlá stanice normálního rozchodu s překladištěm, umožňující přesměrovat sem některé vlaky z přetíženého uzlu Čierna nad Tisou. V té samé době také přišlo rozhodnutí o stavbě nové uhelné elektrárny v blízkosti sovětských hranic – hlavním důvodem byla snaha o co nejkratší vzdálenost od ložisek uhlí na Ukrajině, které v ní mělo být spalováno. Elektrárna Vojany se nachází v blízkosti stejnojmenné obce a k jejímu zásobování byla postavena spojka z vojanské stanice, ležící na této trati (později při stavbě ŠRT vznikla i spojka k ní, aby nemuselo být palivo složitě překládáno). Elektrárna funguje od roku 1965 a pro zajištění provozu na její vlečce byla z Luhanska dodána i jedna lokomotiva řady 781, upravená na široký rozchod.
Koncem 80. let začala elektrifikace trati; do Bánoviec přišly troleje roku 1988 a poté probíhala elektrifikace trati do Kapušan. I přesto, že mezitím proběhla Sametová revoluce a objevily se pochybnosti o budoucím využití trati elektrickými vlaky, bylo rozhodnuto elektrifikaci dokončit. Elektrický provoz v celé délce byl zahájen 29. prosince 1990. V srpnu 1992 poznamenala provoz na trati tragická nehoda – mezi Budkovcemi a Drahňovem došlo chybou výpravčí z Budkoviec vlivem chybějící automatické kontroly zabezpečovacího zařízení (po předchozích krádežích kabelů a lan) ke srážce nákladního a manipulačního vlaku. Nehodu nepřežilo šest železničářů (tři strojvedoucí a tři vlakvedoucí) a hmotná škoda se vyšplhala na více než 38 milionů Kčs.
Postupem času začal provoz na trati od devadesátých let upadat a např. většina osobních vlaků byla vedena pouze lehkými motorovými vozy namísto „velkých“ souprav s lokomotivami. V únoru 2003 byla dokonce osobní doprava zcela zastavena, ale po protestech okolních obcí a místních obyvatel byla o čtyři měsíce později obnovena. Ani to však nepřišlo očekávaný nárůst cestujících a počet spojů nadále klesal. V roce 2012 již byly provozovány pouhé dva páry vlaků denně, navíc jen 6 dní v týdnu (mimo soboty). 9. prosince 2012 byla osobní doprava opět pozastavena a spojení města Veľké Kapušany a přilehlých obcí s okolím po dobu více než 6 let zajišťovaly výhradně autobusy.
Ani nákladní doprava nebyla na trati v tomto období příliš intenzivní. Kromě pravidelně zaváděného manipulačního vlaku z Trebišova do Maťoviec (s motorovou lokomotivou, obvykle řady 752) byly po trati vedeny pouze občasné přepravy kapalin či ukrajinského uhlí. Většina těchto vlaků byla vedena lokomotivami řady 131 či 183. Zálohy na maťoveckém překladišti zajištovaly stroje řady 770. V přeshraničním úseku nebyly provozovány vlaky žádné a trať je zde vzhledem k mnoha letům bez údržby nesjízdná.

## Současnost
Jak již bylo zmíněno, osobní doprava byla na trati od roku 2012 zastavena, ale v roce 2019 byla opět obnovena. V rámci „oživení“ tratě pracovníci ŽSR opravili 7 nástupišť, 3 přejezdy, opravili také elektrická zařízení, výhybky, vyměnili návěstní znaky či tabule a další prvky železniční infrastruktury. Revitalizace se týkala také některých zastávek a stanic, včetně stanice Veľké Kapušany.

### Související článek
- Železniční trať Užhorod – Haniska pri Košiciach